# 特韋拉爾普峰
47°17′27″N 9°01′34″E / 47.29083°N 9.02611°E

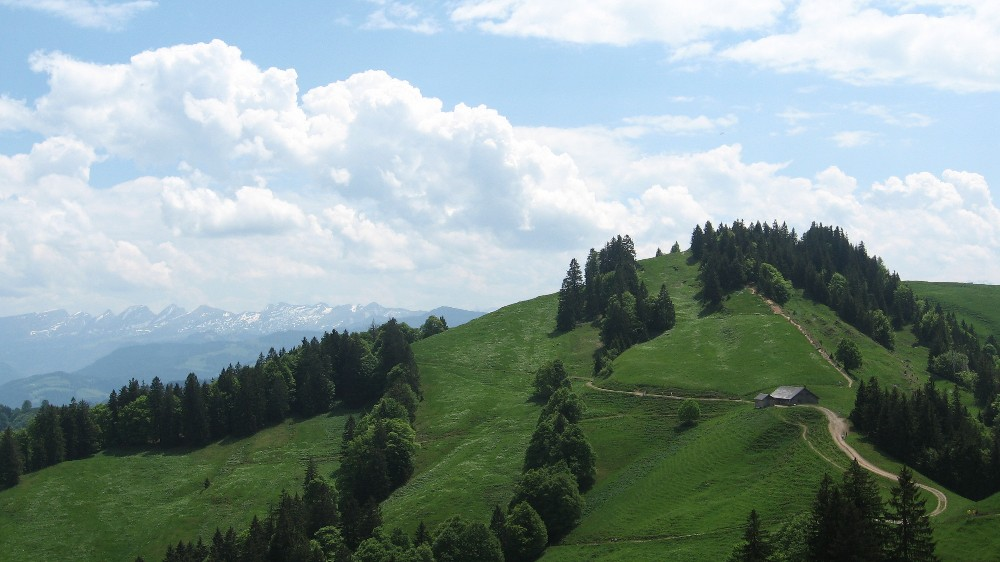

特韋拉爾普峰（Tweralpspitz）是一座1331米高的瑞士山峰，位於該國東北部，由聖加侖州負責管轄，屬於阿彭策爾阿爾卑斯山脈的一部分，每年平均降雨量1,954毫米。它是埃申巴赫的最高点。到2012年为止它是聖加倫卡佩爾的最高点。
特韋拉爾普峰主要由上层淡水磨拉岩组成：礫岩、砂岩和泥灰岩。特韋拉爾普峰与它附近比较低的山峰之间往往有刃脊相连，因此这些山峰一般被看作是它的次峰。主要的次峰是施内伯尔峰（1292米）。